# Przemysłów (województwo mazowieckie)
Przemysłów – wieś sołecka w Polsce położona w województwie mazowieckim, w powiecie płockim, w gminie Gąbin.
Od 1 stycznia 1973 do 4 października 1973 w gminie Słubice. 5 października 1973 sołectwo Przemysłów włączono do gminy Gąbin.
W latach 1975–1998 miejscowość administracyjnie należała do województwa płockiego.